# Fides Benini
Fides Benini (Cittanova, 9 settembre 1929 – Trieste, 11 aprile 1993) è stata una nuotatrice italiana.

## Biografia
Nata nel 1929 a Cittanova, allora città italiana, a 22 anni ha partecipato ai Giochi olimpici di Helsinki 1952, uscendo in batteria nella staffetta 4 × 100 m stile libero insieme a Eva Belaise, Romana Calligaris e Maria Nardi con il tempo di 4'52"6.
Due anni prima aveva preso parte agli Europei di Vienna 1950.
Morì nel 1993, a 63 anni.